# 카먼 덩컨
카먼 덩컨(영어: Carmen Duncan, 1942년 7월 7일 ~ 2019년 2월 3일)은 오스트레일리아의 배우이다.
시드니에서 사망하였다. 사인은 암이다.

## 영화
- 포세이돈 (2002년)
- 형사 이하카 (2000년)
- 파스케이프 (1999년)
- 앨리와 나 (1997년)
- 실종 단서 (1985년)
- 사랑은 파도를 헤치고 (1983년)
- 필사의 반란 (1982년)
- 할리퀸 (1980년)
- 애즈 더 월드 턴즈 (1956년)